# Desessarts (acteur)
Denis de Chanet ou Dechanet, dit Desessarts ou parfois Des Essarts, né le 23 novembre 1737 à Langres et mort le 8 octobre 1793 à Barèges, est un comédien français. Sa devise est "Vaut mieux faire rire les gens que les ruiner".

## Biographie
Ayant reçu une bonne éducation, Denis Dechanet a acheté une charge de procureur, qu’il a exercée quelques années dans sa patrie. Venu à Paris pour affaires, un ami l’ayant conduit à la Comédie-Française, il en est sorti si enthousiasmé, qu’il a résolu sur le champ de changer de vie pour se faire comédien.
Aussitôt vendue son étude de Langres, il s’est essayé sur plusieurs théâtres de province. Il n’a pas tardé à se faire une réputation dans les emplois connus alors sous les dénominations de « rondeurs », de « financiers », de « à manteaux » et de « à grimes ».
Il était à Marseille lorsque la Comédie-Française, sur l’avis de Bellecourt, l’a appelé pour remplacer Bonneval. On le jugea gai, bonhomme, mordant au besoin.
Après avoir fait ses débuts, le 4 octobre 1772, dans les rôles de Lisimon, du Glorieux de Destouches, et de Lucas, du Tuteur, il a été accepté et nommé sociétaire le 1er avril 1773. Il a notamment interprété les rôles d'Orgon dans Tartuffe et de Petit-Jean dans les Plaideurs.
Extrêmement corpulent, il lui a fallu un véritable talent pour faire accepter au public son embonpoint. Quand il jouait Orgon du Tartufe, il fallait une table faite exprès et plus haute que d’ordinaire pour lui permettre de se cacher dessous. Il avait aussi un fauteuil accommodé à sa taille : un jour que par oubli ou malice on lui avait mis un fauteuil ordinaire, et qu’il s’y était jeté sans y prendre garde, et il y est demeuré tellement engagé que pour le délivrer il a fallu le trainer dans les coulisses et casser un bras du meuble tenace, à l’hilarité des spectateurs.
Le contraste de ses rondeurs avec certains rôles qu’il jouait était des plus divertissants. Ainsi, jamais dans Petit-Jean, des Plaideurs, il n’a récité ce vers, « Pour moi, je ne dors plus ; aussi je deviens maigre », sans exciter l’hilarité du public. C’était encore plus remarquable dans La Réduction de Paris, drame de Durosoy, il représentait le prévôt des marchands, qui venait solliciter le roi au nom du peuple, « exténué par une longue famine ». En voyant un magistrat si bien nourri, les bons esprits se rassuraient sur le sort des administrés, les fâcheux y voyaient, au contraire, l’explication de la misère générale.
Étienne et Martainville rapportent que Desessarts était généralement aimé de ses camarades, quoiqu’il supportât quelquefois impatiemment leurs plaisanteries sur son extrême corpulence. Le rôle du comte de Bruxhall dans les Amants généreux, celui du Commandeur dans le Père de famille l’ont mis dans les bonnes grâces du parterre : « Monsieur Des Essarts, vous faites merveille dans ce rôle du Commandeur », lui écrivait son compatriote Diderot, en 1777.
Dugazon surtout semblait s’être fait une joyeuse tâche du mystifier. Lorsque la ménagerie du roi perdit l’unique éléphant qu’elle possédait, Dugazon est allé le prier de venir avec lui chez le ministre, pour y jouer un proverbe dans lequel il avait besoin d’un compère intelligent. Desessarts y ayant consenti, il s’informe du costume qu’il doit prendre : « Mets-toi en grand deuil, lui dit Dugazon ; tu es censé représenter un héritier. » Voilà Desessarts eu habit noir complet avec des crêpes, des pleureuses, etc. Arrivés chez le ministre : « Monseigneur, dit Dugazon, la Comédie-Française a été on ne peut plus sensible à la mort du bel éléphant qui faisait l’ornement de la Ménagerie du roi ; et si quelque chose pouvait la consoler, c’est de fournir à sa majesté l’occasion de reconnaitre les longs services de notre camarade Desessarts ; en un mot, je viens au nom de la Comédie-Française vous demander pour lui la survivance de l’éléphant. »

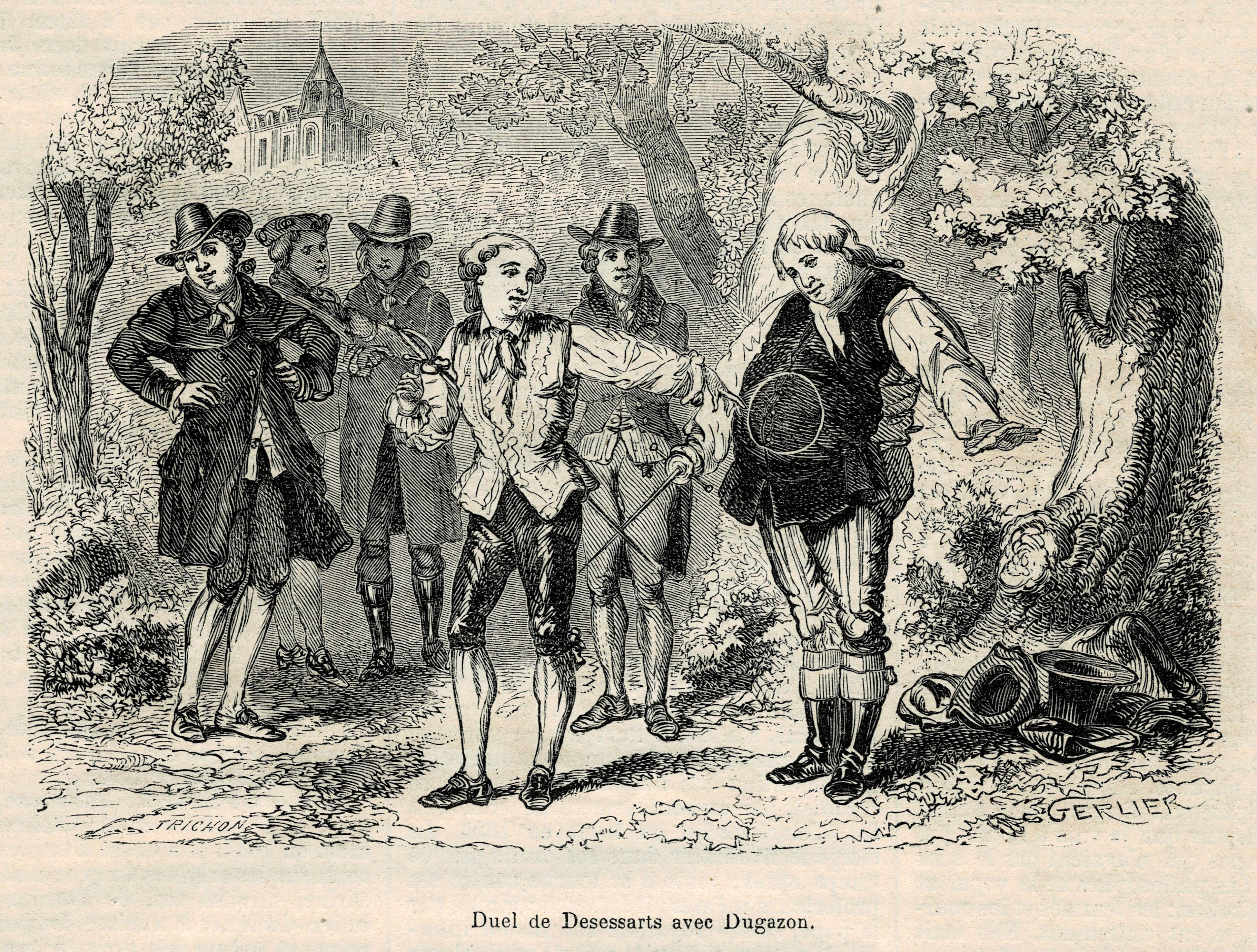
Duel entre Desessarts et Dugazon.

Sorti furieux, Desessarts a appelé Dugazon en duel pour le lendemain. Arrivés au bois de Boulogne, les deux champions mettent l’épée à la main : « Mon ami, dit Dagazon, j’éprouve vraiment un scrupule de me mesurer avec toi ; tu me présentes une surface énorme ; j’ai trop d’avantage : laisse-moi égaliser la partie. À ces mots, il tire de sa poche un morceau de craie, trace un rond sur le ventre de Desessarts, et ajoute : « Je veux être loyal : tous les coups portés en dehors de ce rond ne compteront pas. » La colère de Desessarts ne tint pas contre cette facétie, et le duel bouffon se termina par un déjeuner que l’impitoyable Dugazon rendit plus bouffon encore. La paix faite, il prend les devants, ordonne le repas chez un restaurateur, où on ne montait que par une allée fort étroite, et s’y rend avec ses camarades avant l’heure indiquée, sans attendre son convive principal ; il fait servir, puis chacun se met aux fenêtres pour jouir de l’embarras de Desessarts. Celui-ci arrive enfin, et se trouve arrêté par le peu d’espace que lui offre la porte. Tandis qu’il se tourmente et se tourne en tous sens pour entrer, Dugazon et ses amis le pressent et l’excitent en lui présentant les mets les plus friands. Après avoir bien joui de son impatience et de ses efforts, on eut pitié du pauvre affamé, et le déjeuner fut transporté dans un local plus accessible. Ces deux anecdotes ont fourni le sujet d’un joli vaudeville intitulé Le Duel et le Déjeuner.
Une autre fois, Fréron fils ayant dit dans l'Année littéraire que si le Jaloux sans amour n’avait pas réussi, c’était la faute du gros ventriloque qui l’avait défigurée », l’artiste porta plainte contre le folliculaire et lui fit retirer son épée.
Fort instruit, Desessarts avait étudié les sciences et les lettres. Sa mémoire était surtout extraordinaire, et si l’on avait le malheur de se tromper devant lui en racontant un fait d’histoire ou quelque aventure, il reprenait aussitôt le narrateur en citant les dates, les noms des personnages et les moindres particularités. Son appétit, proportionné à sa taille, était légendaire. Outre sa mémoire, il était doué une présence d’esprit à toute épreuve, une bonhomie mêlée de rudesse, de la gaieté naturelle, du mordant : tels étaient les principaux caractères de son talent.
Il excellait dans les comédies de Molière, mais était moins bon dans les pièces modernes ; cependant il a créé avec un talent incontestable un grand nombre de rôles, entre autres celui du comte de Bruxhall dans les Amants généreux, de Rochon de Chabannes. Edmond-Denis de Manne, son biographe, a donné la liste des rôles établis par Des Essarts. On y relève ceux de Bartholo dans les deux pièces de Beaumarchais, Le Barbier de Séville (1775) et Le Mariage de Figaro (1784), et 24 autres bien oubliés.
Desessarts était aussi gourmand que vorace : son prodigieux appétit répondait à l’énormité de sa grosseur : il mangeait en un repas ce qui aurait suffi à quatre hommes. Aussi ses transpirations étaient-elles si abondantes, qu’il lui fallait changer de linge d’heure en heure. Malade depuis trois ans, il a été très affecté par les événements de la Révolution. En 1793, de fréquentes oppressions ayant fait craindre pour sa vie, les médecins lui ont ordonné les eaux de Barèges. C’est là, dans les Pyrénées, qu’il a reçu la nouvelle de l’arrestation en masse de tous ses camarades de la Comédie-Française et les succès politiques de son ennemi Fréron. Il en a eu une si forte secousse qu’il en est mort suffoqué presque instantanément.

## Carrière à la Comédie-Française
Entrée en 1772
Nommé 167e sociétaire en 1773
Quelques rôles : 
- 1772 : L'École des femmes de Molière : Arnolphe
- 1772 : Tartuffe de Molière : Orgon
- 1772 : Crispin rival de son maître d'Alain-René Lesage : M. Oronte
- 1772 : Les Plaideurs de Jean Racine : Petit Jean
- 1772 : La Métromanie d'Alexis Piron : Francaleu
- 1772 : Le Méchant de Jean-Baptiste Gresset : Géronte
- 1772 : Le Festin de Pierre de Thomas Corneille d'après Molière : Pierrot
- 1772 : Le Dépit amoureux de Molière : Albert
- 1772 : Les Précieuses ridicules de Molière : Gorgibus
- 1773 : L'École des maris de Molière : Sganarelle
- 1773 : Le Malade imaginaire de Molière : Argan
- 1773 : Jodelet ou le Maître valet de Paul Scarron : Don Fernand
- 1773 : La Comtesse d'Escarbagnas de Molière : Bobinet
- 1773 : L'Étourdi de Molière : Trufaldin
- 1773 : Monsieur de Pourceaugnac de Molière : Oronte
- 1773 : Les Folies amoureuses de Jean-François Regnard : Albert
- 1773 : L'Avare de Molière : Harpagon
- 1773 : Le Chevalier à la mode de Dancourt : M. Serrefort
- 1773 : Sganarelle ou le Cocu imaginaire de Molière : Gorgibus
- 1773 : Le Mercure galant d'Edme Boursault : Brigandeau
- 1773 : Le Père de famille de Denis Diderot : Le commandeur
- 1773 : L'Enfant prodigue de Voltaire : Rondon
- 1773 : La Coupe enchantée de Jean de La Fontaine et Champmeslé : Thibaud
- 1773 : Le Festin de Pierre de Thomas Corneille d'après Molière : M. Dimanche
- 1774 : La Partie de chasse de Henri IV de Charles Collé : Le bûcheron
- 1775 : Le Barbier de Séville de Beaumarchais : Bartholo
- 1775 : Eugénie de Beaumarchais : Le capitaine Cowerly
- 1777 : George Dandin de Molière : George Dandin
- 1779 : Le Droit du seigneur de Voltaire : Mathurin
- 1781 : Le Mariage forcé de Molière : Sganarelle
- 1782 : Molière à la nouvelle salle de Jean-François de La Harpe : M. Mizogramme
- 1784 : Le Mariage de Figaro de Beaumarchais : Bartholo
- 1786 : L'Inconstant de Jean-François Collin d'Harleville : Kerbanton

## Iconographie
- Jean-François Janinet, Desessarts, Denis Dechanet (Lisimon dans Le Glorieux), estampe, 1786, lire en ligne sur Gallica.
- Iconographie Bibl. nat., catalog. Duplessis 12,450.

1. En buste, de profil à gauche, gravé au pointillé, anonyme.
2. À mi-corps, de ¾ à gauche, publié par Bligny, 3 états.
3. En pied, de profil à droite, grav. par Duplessis-Bertaux.
4. En buste, de ¾ à droite, grav. par Fr. Hillemaclier, 1860.
5. En pied, de profil à droite, gravé par Nitot-Dufresne, 2 états, avec cette curieuse légende « Le Républicain Desessarts »

- Musée de la Comédie française, catal. Monval no 95. Peinture toile, ovale, 0,90 × 0,70 cm, par Appert, d’après une gravure du temps éditée chez Bligny.On avait mis au bas du portrait de Des Essarts « J’aime mieux faire rire les hommes que de les ruiner ».